# 本貝 (安哥拉)
7°06′S 14°27′E / 7.100°S 14.450°E
本貝（Bembe, Angola），是安哥拉的城鎮，位於該國西北部，由威熱省負責管轄，北鄰姆班扎剛果和庫因巴，面積5,655平方公里，2006年人口48,672，人口密度每平方公里9人。